# هاريسبورغ (داكوتا الجنوبية)
هاريسبورغ (بالإنجليزية: Harrisburg, South Dakota)‏ هي مدينة تقع في الولايات المتحدة في مقاطعة لينكون، داكوتا الجنوبية. يقدر عدد سكانها بـ 4,089 نسمة ومساحتها 6.42 كم2 وترتفع عن سطح البحر 435 متر.

## التركيبة السكانية
قام مكتب تعداد الولايات المتحدة بتحديد بيانات التركيبة السكانية لهاريسبورغ في تعداد الولايات المتحدة. في ما يلي، التركيبة السكانية حسب تعدادي 2000 و2010.

### تعداد عام 2000
بلغ عدد سكان هاريسبورغ 2,795 نسمة بحسب تعداد عام 2000، وبلغ عدد الأسر 989 أسرة وعدد العائلات 751 عائلة مقيمة في المدينة. في حين سجلت الكثافة السكانية 1,748.8 نسمة لكل ميل مربع (675.2/كم2). وبلغ عدد الوحدات السكنية 1,038 وحدة بمتوسط كثافة قدره 649.5 نسمة لكل ميل مربع (250.8/كم2).
وتوزع التركيب العرقي للمدينة بنسبة 92.99% من البيض و 1.22% من الأمريكيين الأصليين و 0.57% من الأمريكيين ذوي الأصول الآسيوية و 0.11% من الأمريكيين الأفارقة و 2.25% من عرقين مختلطين أو أكثر. فيما شكل الهسبانيون أو اللاتينيون من أي عرق نسبة 5.69% من السكان.
بلغ عدد الأسر 989 أسرة كانت نسبة 43.2% منها لديها أطفال تحت سن الثامنة عشر تعيش معهم، وبلغت نسبة الأزواج القاطنين مع بعضهم البعض 60.0% من أصل المجموع الكلي للأسر، ونسبة 11.0% من الأسر كان لديها معيلات من الإناث دون وجود شريك، وكانت نسبة 24.0% من غير العائلات. تألفت نسبة 17.6% من أصل جميع الأسر من أفراد ونسبة 6.1% كانوا يعيش معهم شخص وحيد يبلغ من العمر 65 عاماً فما فوق. وبلغ متوسط حجم الأسرة المعيشية 3.19، أما متوسط حجم العائلات فبلغ 2.83.
بلغ العمر الوسطي للسكان 31 عاماً. وكانت نسبة 31.4% من القاطنين تحت سن الثامنة عشر، وكانت نسبة 9.2% بين الثامنة عشر والأربعة وعشرون عاماً، ونسبة 32.5% كانت واقعةً في الفئة العمرية ما بين الخامسة والعشرون حتى والأربعة وأربعون عاماً، ونسبة 18.1% كانت ما بين الخامسة والأربعون حتى الرابعة والستون، ونسبة 8.8% كانت ضمن فئة الخامسة والستون عاماً فما فوق. يوجد لكل 100 أنثى 104.0 ذكر، ويوجد لكل 100 أنثى في الثامنة عشر من عمرها فما فوق 99.3 ذكر.
بلغ متوسط دخل الأسرة في المدينة 40,106 دولار، أما متوسط دخل العائلة فبلغ 41,953 دولار. وكان متوسط دخل الذكور 34,509 دولار مقابل 25,298 دولار للإناث. وسجل دخل الفرد الخاص بالمدينة 15,822 دولار. وكانت نسبة 6.4% من العائلات ونسبة 9.7% من السكان تحت خط الفقر، وكان من هؤلاء نسبة 11.8% تحت سن الثامنة عشر ونسبة 6.0% في الخامسة والستين من العمر وما فوق.

### تعداد عام 2010
بلغ عدد سكان هاريسبورغ 3,567 نسمة بحسب تعداد عام 2010، وبلغ عدد الأسر 1,238 أسرة وعدد العائلات 966 عائلة مقيمة في المدينة. في حين سجلت الكثافة السكانية 2,547.9 نسمة لكل ميل مربع (983.7/كم2). وبلغ عدد الوحدات السكنية 1,318 وحدة بمتوسط كثافة قدره 941.4 لكل ميل مربع (363.5/كم2).
وتوزع التركيب العرقي للمدينة بنسبة 91.3% من البيض و 1.0% من الأمريكيين الأصليين و 0.3% من الأمريكيين ذوي الأصول الآسيوية و 0.1% من سكان جزر المحيط الهادئ و 0.5% من الأمريكيين الأفارقة و 3.4% من عرقين مختلطين أو أكثر.
بلغ عدد الأسر 1,238 أسرة كانت نسبة 44.3% منها لديها أطفال تحت سن الثامنة عشر تعيش معهم، وبلغت نسبة الأزواج القاطنين مع بعضهم البعض 60.3% من أصل المجموع الكلي للأسر، ونسبة 12.8% من الأسر كان لديها معيلات من الإناث دون وجود شريك، بينما كانت نسبة 4.8% من الأسر لديها معيلون من الذكور دون وجود شريكة وكانت نسبة 22.0% من غير العائلات. تألفت نسبة 17.2% من أصل جميع الأسر من أفراد ونسبة 5.8% كانوا يعيش معهم شخص وحيد يبلغ من العمر 65 عاماً فما فوق. وبلغ متوسط حجم الأسرة المعيشية 3.21، أما متوسط حجم العائلات فبلغ 2.88.
بلغ العمر الوسطي للسكان 33.7 عاماً. وكانت نسبة 30.4% من القاطنين تحت سن الثامنة عشر، وكانت نسبة 7.3% بين الثامنة عشر والأربعة وعشرون عاماً، ونسبة 29.5% كانت واقعةً في الفئة العمرية ما بين الخامسة والعشرون حتى والأربعة وأربعون عاماً، ونسبة 24.2% كانت ما بين الخامسة والأربعون حتى الرابعة والستون، ونسبة 8.6% كانت ضمن فئة الخامسة والستون عاماً فما فوق. وتوزع التركيب الجنسي للسكان بنسبة 49.4% ذكور و50.6% إناث.